# Comando de la Luftwaffe Silesia
El Comando Aéreo de Caza Silesia (Jagd-Flieger-Führer Schlesien) fue una unidad de la Luftwaffe durante la Segunda Guerra Mundial.

## Historia
Fue formado el 15 de septiembre de 1943 en Cosel/Oberschlesien. Subordinado por la 1.ª División de Caza, y desde enero de 1945 por la 6.ª Flota Aérea. Cuartel General en Cosel, enero de 1945 en Prag-Rusia. La planificada conversión a la 9.ª División de Caza fue cancelada. Fue disuelto el 3 de febrero de 1945.

## Comandantes
- Teniente coronel Hans Hugo Witt – (septiembre de 1943 - ?)
- Coronel Hans Krumm – (? – febrero de 1945)

## Orden de Batalla
Controlando partes de las siguientes unidades
- 5.ª Escuadra de Caza Nocturna
- 102.ª Escuadra de Caza Nocturna